# Kraaifontein
Kraaifontein je město patřící pod správu Kapského Města v provincii Západní Kapsko v Jihoafrické republice. Městem vede dálnice N1 (Freeway N1 - ve směru z Kapského Města a Bellville do měst Paarl a Worcester) a také je zde nádraží (Kraaifontein-trinstasie resp. Kraainfontein Junction) od r. 1876. V současnosti má město charakter převážně rezidenční čtvrti a od roku 2000 je předměstím Kapského města.

## Významní obyvatelé/rodáci
- Adrian Jacobs – ragbista
- Cheslin Kolbe – mistr světa v ragby 2019
- Dann-Jacques Mouton – herec
- Carmen Solomons – modelka
- Wayde Van Niekerk – sprinter, olympijský vítěz a držitel světových rekordů

## Další informace
V roce 2019 se oblast potýkala s výrazným vzrůstem kriminality, která byla řešena na celostátní úrovni.